# Праулс, Карлис
Карлис Праулс (латыш. Kārlis Prauls; 2 мая 1895 — 30 января 1941) — латвийский военный деятель, генерал. Командир военизированного формирования Айзсарги (1930—1940).

## Биография

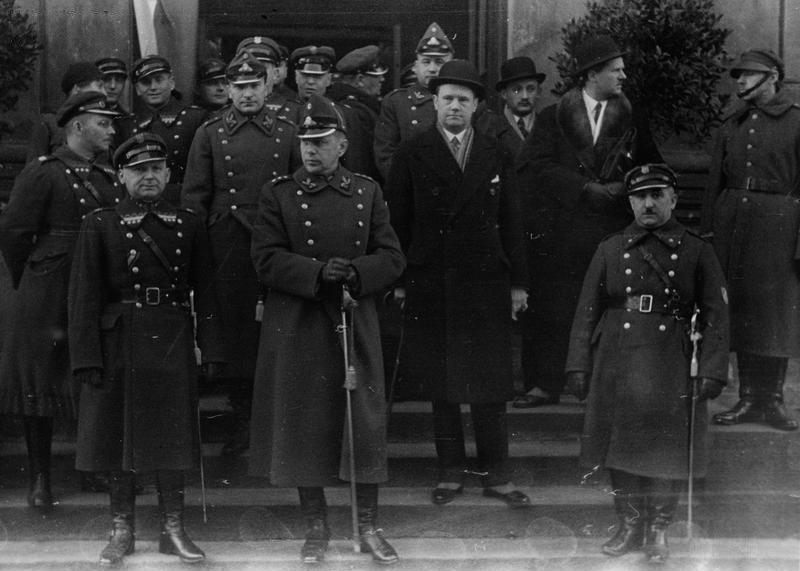
Латвийская военная делегация в Варшаве на праздновании юбилея Юзефа Пилсудского. 1933 г. Карлис Праулс — в центре

В 1915 году добровольно поступил на службу в Русскую императорскую армию, окончил школу прапорщиков. Позже служил в подразделениях латышских стрелков.
После начала войны за независимость Латвии вступил в Латвийскую армию. После окончания войны остался на военной службе командиром батальона 3-го Елгавского пехотного полка, позже на руководящих должностях Курземской дивизии.
В 1930 году назначен на должность командира латвийского военизированного охранного формирования Айзсарги. В 1936 году окончил школу подготовки офицеров и получил звание полковника.
Окончил Латвийскую высшую военную школу, в 1939 году ему было присвоено звание генерала.
После ввода советских войск в Латвию в 1940 году Айзсарги были распущены. Генерал Праулс 19 декабря того же года был арестован и на следующий день приговорён к смертной казни.
Расстрелян 30 января 1941 года в Улброке близ Риги.
Останки К. Праулса 3 мая 1994 года были перезахоронены на рижском Лесном кладбище.

## Память
- В 1994 году в Елгаве была установлена мемориальная доска К. Праулсу, его именем названа улица[1].

## Награды
- Крест Признания I степени № 20 (11 мая 1940)[2]